# 太白国家登山健身步道
太白国家登山健身步道是四川省绵阳市江油市的国家登山健身步道（NTS）系统。该系统一期工程全长90千米，在2016年11月29日竣工。

## 规划建设
江油市共规划一千公里左右的国家登山健身步道系统，覆盖面积将从江油市南部的青莲镇到北部与广元市交界的枫顺乡。一期线路自青莲镇经西屏、香水、含增、太平到大康镇，主线路长72公里，各乡镇连接线和环线长约134公里。2016年6月23日，一期工程实质性开工建设。2016年11月29日，一期工程首次建设的90.3公里路段通过国家体育总局登山运动管理中心和中国登山协会的竣工验收。

## 线路
目前太白国家登山健身步道已建成的路段长90.3公里，由青莲镇到大康镇。其中A级步道长54公里，B级步道长约16.5公里，C级步道约18.5公里，栈道1.25公里。

### 青莲段

#### 青莲主线
青莲主线自李白故居金樽广场出发，到鹰嘴岩与香水镇接壤，全长15.9公里，其中A级塑胶路面约4.1公里，沥青路面约11.8公里。沿途经过景点有磨针溪、漫坡渡、盘江河堤。

#### 青莲环线
青莲环线起始于金樽广场，全长14公里，其中塑胶路面约4.2公里，沥青路面11.6公里。沿途经过磨针溪、漫坡渡、太白祠、太白古村落、养生堂、涪江河堤、罗汉洞、桃花山。

#### 青莲骑行环线
青莲骑行环线属于一期工程的景区环线之一，依托青莲主线的塑胶路面段和青莲镇内骑行道路建设，全程采用塑胶地面铺设。

### 香水段
香水段采用落叶步道、砂石布道和木栈道混合建造。在荣华村的鹰嘴岩户外活动基地，亦有木栈道通往鹰嘴岩顶峰。沿线还设置有警示标识、救援小屋和太阳能报警装置。

## 运用
2016年12月11日，太白国家登山步道举行了国家登山健身步道联赛总决赛。